# Sternwarte Düsseldorf

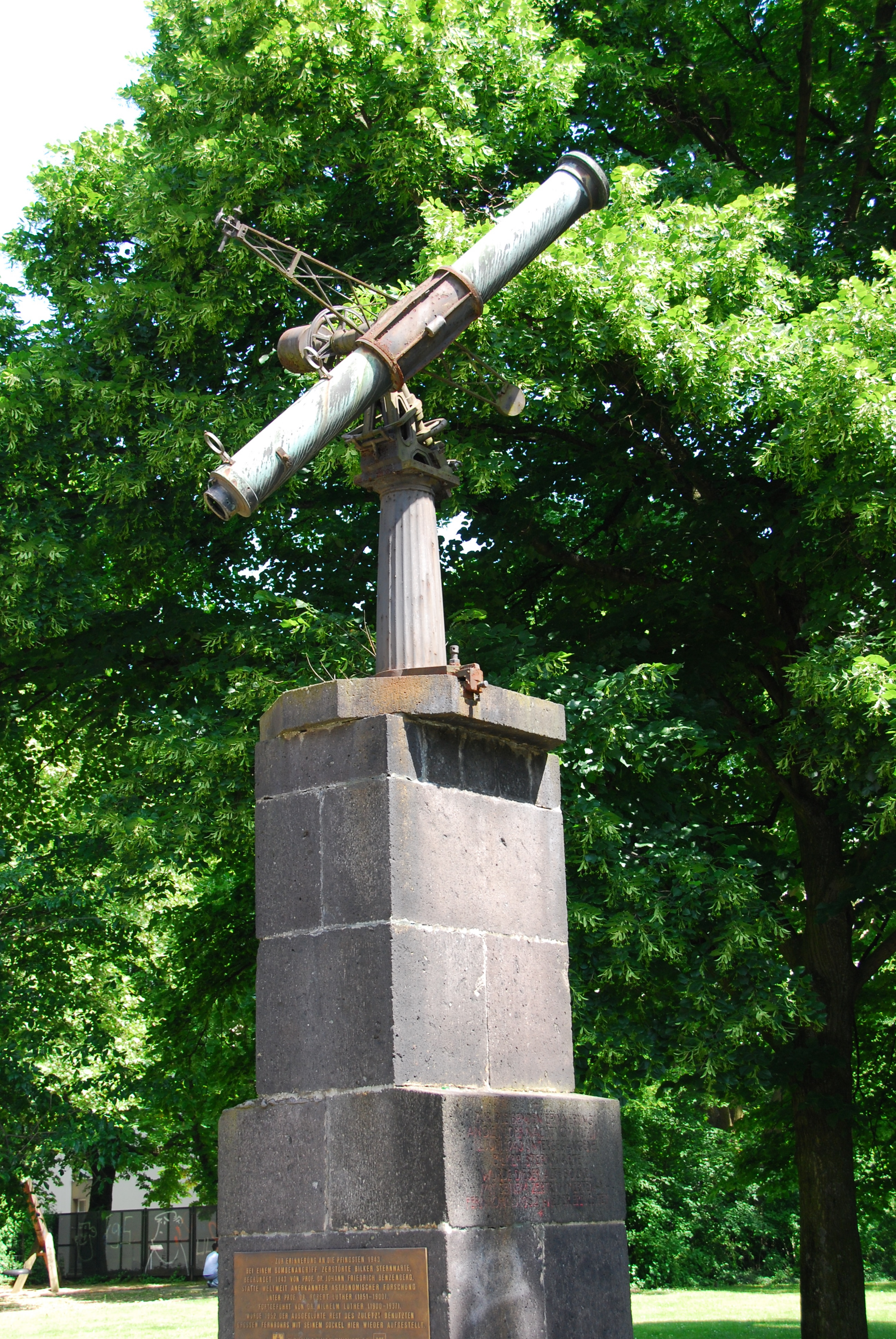
Pomnik upamiętniający obserwatorium

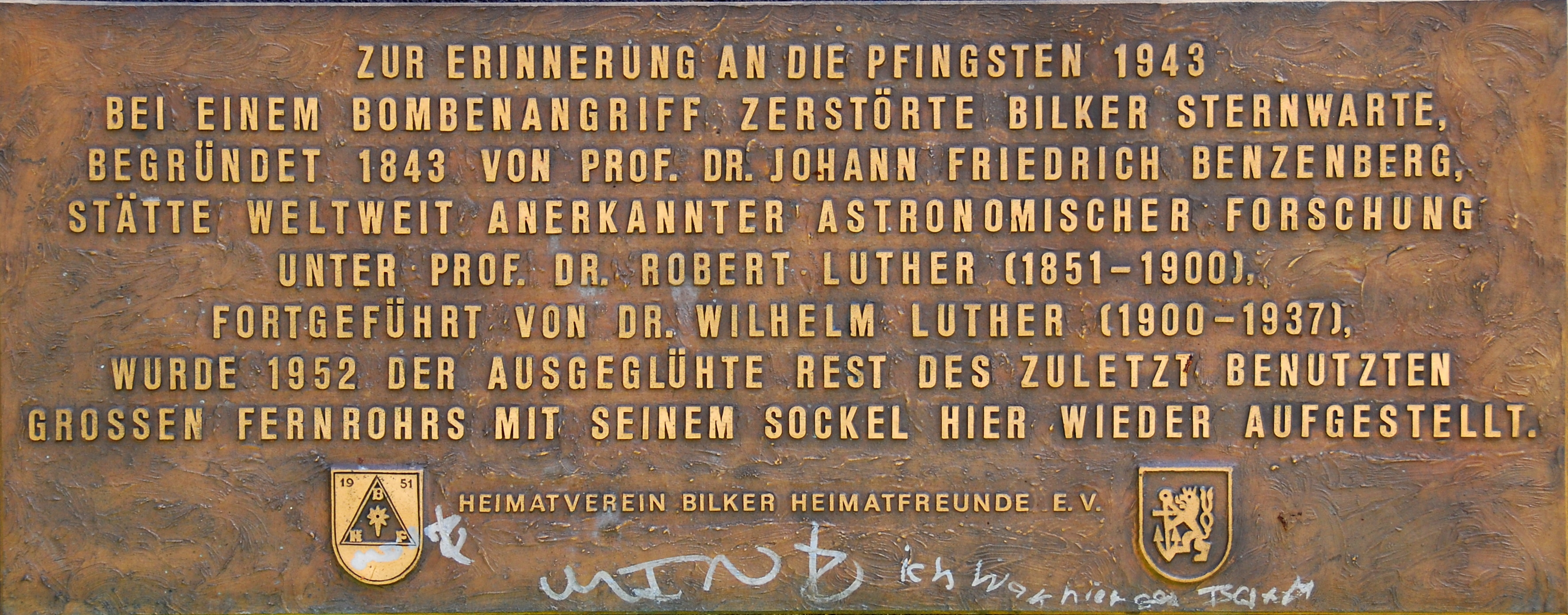
Tablica pamiątkowa na pomniku

Sternwarte Düsseldorf (również Sternwarte Bilk lub Sternwarte Charlottenruhe) – obserwatorium astronomiczne, które znajdowało się w dzielnicy Düsseldorfu o nazwie Bilk. Było to prywatne obserwatorium założone w 1843 roku przez Johanna Friedricha Benzenberga, profesora fizyki i astronomii w liceum w Düsseldorfie. Benzenberg prowadził tu obserwacje aż do śmierci w 1846 roku. Obserwatorium, zgodnie z jego wolą, przeszło wówczas na własność miasta. W latach 1852–1890 Karl Theodor Robert Luther odkrył tu 24 planetoidy. W 1943 roku obserwatorium zostało zniszczone podczas bombardowania. Nigdy nie zostało odbudowane. W 1952 roku na pamiątkę dawnego obserwatorium obok kościoła Alt St. Martin postawiono pomnik, w którym na cokole znajduje się metalowy model teleskopu używanego w obserwatorium. 
Na cześć obserwatorium i dzielnicy, w której się znajdowało jedną z planetoid nazwano (4425) Bilk.
Zgodnie z nomenklaturą Międzynarodowej Unii Astronomicznej obserwatorium to otrzymało kod 018.